# Santa Rita do Pardo
Santa Rita do Pardo là một đô thị thuộc bang Mato Grosso do Sul, Brasil. Đô thị này có diện tích 6141,615 km², dân số năm 2007 là 7162 người, mật độ 1,17 người/km².